# Fricativa postalveolar sonora
La fricativa postalveolar sonora es un sonido del habla humana utilizado en algunas lenguas. En el alfabeto Fonético Internacional se representa con ⟨ʒ⟩.
En la mayoría de las variantes del español no aparece en forma pura, sino combinada como resultado de la secuencia de fonemas /dʝ/, por ejemplo en la palabra adyacente, formando así una africada postalveolar sonora. Sin embargo, en el castellano rioplatense era la realización habitual del fonema /ʝ/ representado con la letra ll, y con y en su versión no vocálica; actualmente la realización /ʃ/ se está imponiendo en esa zona.

## Características
- Es una consonante fricativa, lo que significa que parte de su sonido es generado en la boca por las vibraciones de una turbulencia causada por la corriente del aire expulsado.
- Durante la articulación, el flujo de aire pasa a través de un canal articulado en el centro de la lengua, y así se dirige el aire hasta los bordes de los dientes, causando una turbulencia de alta frecuencia que se combina con el sonido de la vibración de la cuerdas vocales.
- Su tipo de fonación es sonora, lo que significa que se involucran las vibraciones de las cuerdas vocales. Cuando las cuerdas vocales no suenan, entonces se hace una fricativa postalveolar sorda.
- Es una consonante oral, lo que significa que se permite que el aire escape a través de la boca, no por la nariz.
- Es una consonante central, lo que significa que se produce al permitir que el flujo de aire vaya por encima de la lengua, en lugar de a los lados.